# الجدل في القرآن
الجدل في القرآن هو البراهين والأدلة التي اشتمل عليه القرآن، وساقها لهداية الكافرين وإلزام المعاندين في ما هدف إليه من المقاصد والأهداف، التي يريد تحقيقها وترسيخها في أذهان الناس، في أصول الشريعة وفروعها، ومن أساليب الجدل في القرآن: الإقناع العقلي المجرد ومراعاة الطبائع النفسية وملاحظة التنوع البشري، والترغيب والترهيب، ويحرم المراء في القرآن والجدال فيه بغير حق، ومن أهداف الجدل في القرآن: مخاطبته لكل الناس حسب مداركهم، ومخاطبته للعقل والعاطفة، ومجادلة الخصوم بما يناسب أحوالهم، وإعجاز القرآن، ومن آدابه إخلاص القصد، واستظهار مذهب المخالف قبل المجادلة، ومراعات من يجادله، وترك المداخلة والمصادرة والمقاطعة، والجدل في القرآن نوعان: الجدل المحمود والجدل المذموم، ومن الأشكال المنطقية للجدل في القرآن: القياس الإضماري، وقياس التمثيل، وقياس الخلف، والسبر والتقسيم، والاستدلال بالقصص القرآني.

## مفهوم الجدل
الجدل: اللدد في الخصومة والقدرة عليها، وجادله: خاصمه، وهو معرفة بالقواعد من الحدود والآداب في الاستدلال، التي يتوصل بها إلى حفظ رأي وهدمه، سواء كان الرأي من الفقه أو غيره، ومنه قوله تعالى:﴿وَلَقَدْ صَرَّفْنَا فِي هَذَا الْقُرْآنِ لِلنَّاسِ مِنْ كُلِّ مَثَلٍ وَكَانَ الْإِنْسَانُ أَكْثَرَ شَيْءٍ جَدَلًا ۝٥٤﴾.

## أساليب الجدل في القرآن
1. الإقناع العقلي المجرد: خاطب الجدل العقل، وناقش الخصوم مناقشة تعتمد على كثير من المسلمات، حتى يقطعوا بصحة المدعي أمامهم، وكأن الجدل في هذا المعنى يستنتج النتائج الصحيحة، بعد ذكره للمقدمات الصادقة.
2. مراعاة الطبائع النفسية: يعتز الإنسان برأيه وبفكرته وإن كانت خاطئة، والمعاندون أكثر الناس تشدداً في هذا المجال، والجدل يراعي هذه الناحية في مناقشاته، حيث نرى في طرق الجدل ما عرف بطريقة مجاراة الخصم، ومجمل هذه الطريقة أن يسلم المجادل ببعض مقدمات الخصم، للإشارة إلى أن هذه المقدمات لا تنتج ما يريد أن يستنتجه، وإنما هي بعيدة عنه، ومن أمثلة هذه الطريقة قوله تعالى:﴿قَالَتْ رُسُلُهُمْ أَفِي اللَّهِ شَكٌّ فَاطِرِ السَّمَاوَاتِ وَالْأَرْضِ يَدْعُوكُمْ لِيَغْفِرَ لَكُمْ مِنْ ذُنُوبِكُمْ وَيُؤَخِّرَكُمْ إِلَى أَجَلٍ مُسَمًّى قَالُوا إِنْ أَنْتُمْ إِلَّا بَشَرٌ مِثْلُنَا تُرِيدُونَ أَنْ تَصُدُّونَا عَمَّا كَانَ يَعْبُدُ آبَاؤُنَا فَأْتُونَا بِسُلْطَانٍ مُبِينٍ ۝١٠ قَالَتْ لَهُمْ رُسُلُهُمْ إِنْ نَحْنُ إِلَّا بَشَرٌ مِثْلُكُمْ وَلَكِنَّ اللَّهَ يَمُنُّ عَلَى مَنْ يَشَاءُ مِنْ عِبَادِهِ وَمَا كَانَ لَنَا أَنْ نَأْتِيَكُمْ بِسُلْطَانٍ إِلَّا بِإِذْنِ اللَّهِ وَعَلَى اللَّهِ فَلْيَتَوَكَّلِ الْمُؤْمِنُونَ ۝١١﴾[19]، فدعوى الخصم أن الرسل بشر، والبشر لا يستطيعون أن يتلقوا وحي الله، وهم بدعوى الرسالة يريدون صد أقوامهم عن عبادة الآباء.
3. ملاحظة التنوع البشري: يختلف الناس في مجادلاتهم، فمنهم المجادل العنيد، ومنهم المناقش السهل، ولقد راعى الجدل هذه الاختلافات، فمع العناد يلجأ إلى إفحام الخصم وإلزامه، ثم يأخذ بيده إلى الحقيقة، ويبينها له في وضوح، فلقد كان المعاندون يطلبون في إصرار أن يكون الرسول ملكاً، لإزالة اللبس من إرسال البشر، فرد الله إصرارهم في وضوح وإيجاز، وعرفهم لو أنه لو أرسل ملكاً على صورته الملكية لهلك الناس من رؤيته، ولو جعله على صورة البشرية، يعايشهم ويدعوهم في بشريته هذه، لبقي اللبس وطلبوا ملكاً آخر، وهكذا في تسلسل لا ينتهي، وهو محال نشأ من طلبهم المحال، وعليهم بعد ذلك أن يسلموا بالرسول البشر، ومن أمثلة هذه المراعاة قوله تعالى:﴿وَمَا قَدَرُوا اللَّهَ حَقَّ قَدْرِهِ إِذْ قَالُوا مَا أَنْزَلَ اللَّهُ عَلَى بَشَرٍ مِنْ شَيْءٍ قُلْ مَنْ أَنْزَلَ الْكِتَابَ الَّذِي جَاءَ بِهِ مُوسَى نُورًا وَهُدًى لِلنَّاسِ تَجْعَلُونَهُ قَرَاطِيسَ تُبْدُونَهَا وَتُخْفُونَ كَثِيرًا وَعُلِّمْتُمْ مَا لَمْ تَعْلَمُوا أَنْتُمْ وَلَا آبَاؤُكُمْ قُلِ اللَّهُ ثُمَّ ذَرْهُمْ فِي خَوْضِهِمْ يَلْعَبُونَ ۝٩١﴾[20]، وفي هذه الآية بيان لإنكار اليهود إنزال الوحي على بشر هو محمد، بينما هم يؤمنون برسالة موسى عليه السلام، وقد رد الله عنادهم.
4. الترغيب والترهيب: يراعي الجدل القرآني هذا النوع في الخطاب، لأن الإنسان يحب الخير ويسعى إليه، ويكره الألم وينفر منه، ولهذا الغرض يسوق القرآن حوارا يجري بين أهل الجنة وأهل النار، قال تعالى:﴿وَنَادَى أَصْحَابُ الْجَنَّةِ أَصْحَابَ النَّارِ أَنْ قَدْ وَجَدْنَا مَا وَعَدَنَا رَبُّنَا حَقًّا فَهَلْ وَجَدْتُمْ مَا وَعَدَ رَبُّكُمْ حَقًّا قَالُوا نَعَمْ فَأَذَّنَ مُؤَذِّنٌ بَيْنَهُمْ أَنْ لَعْنَةُ اللَّهِ عَلَى الظَّالِمِينَ ۝٤٤﴾[21]، والوعد المسئول عنه أشياء جاءت على ألسنة الرسل، تظهر في الآخرة، كالبعث والحساب ونعيم أهل الجنة وعذاب أهل النار، ومجرد اعتراف الكفار بوقوع الوعود به يثير وجدان الكافرين، ويجعلهم يرهبون مصيرهم بسبب الكفر، ويحاولون النجاة.[4]

## حكم الجدل في القرآن
- ويحرم المراء في القرآن، والجدال فيه بغير حق، لقوله صلى الله عليه وسلم (المراء في القرآن كفر)، والمراء هو: الجدل، كضرب الآيات بعضها ببعض، ونحو ذلك.
- وينبغي لمن أراد السؤال عن تقديم آية على آية في المصحف، أو مناسبة هذه الآية في هذا الموضع، أو نحو ذلك، أن يقول ما الحكمة في كذا؟ ولا يقول لماذا؟ لكن يقول ما الحكمة؟ تأدبا مع القرآن.[5]

## أهداف الجدل في القرآن
1. مخاطبته لكل الناس حسب مداركهم.
2. متانته وإحكامه.
3. الإرشاد والتوجيه والدعوة بالتي هي أحسن.
4. دعوته إلى الجدل بعلم.
5. مخاطبته للعقل والعاطفة والحس.
6. مجادلة الخصوم بما يناسب أحوالهم أو أوضاعهم.
7. إتاحة الفرصة للتفكير والمناقشة.
8. إعجاز القرآن[1].

## ‌‌خطر الجدل في القرآن
قال العلماء معنى "ولا نجادل في القرآن"، يحتمل أن يكون المعنى ولا نجادل في مسألة القرآن، وإنما نقول إنه كلام الله، فالقضية لا تحتاج إلى جدال، وإنما القرآن هو كلام الله سبحانه وتعالى غير مخلوق منه بدأ وإليه يعود، ويحتمل أن يكون المقصود ولا نجادل في القرآن، يعني لا نضرب القرآن بعضه ببعض، فنأتي بالآية ثم نضرب بها تلك الآية، ثم ننتقل إلى آية أخرى وهكذا، فهذا منهج عقيم، وهو منهج أهل البدع، فإن منهجهم المجادلات والمخاصمات ونحو ذلك.
ولهذا الذي يرجع إلى كتب الاعتقاد المسندة مثل (شرح أصول اعتقاد أهل السنة والجماعة) لللاكائي، و (الشريعة) للآجري، و (السنة) لـ عبد الله بن الإمام أحمد، وغيرها من الكتب، يجد أن السلف رضوان الله عليهم بينوا أن الجدال سمة من سمات أهل البدع والعياذ بالله، ولهذا يقول الإمام مالك رحمه الله إذا أراد الله بقوم شراً منعهم العمل وألزمهم الجدل، وروي مرفوعاً (أنه إذا أراد الله عز وجل بقوم شراً يمنعهم من العمل ويلزمهم الجدل)، ولهذا كان السلف رضوان الله عليهم، يكرهون من الكلام ما ليس تحته عمل، فالكلام الذي ليس تحته عمل ولا فائدة منه يكرهونه ويذمونه.
فكثرة الخصومات والمجادلات مذمومة، لا سيما في قضايا العقائد وفي قضايا أصول الدين، ولهذا يتميز أهل السنة باتباع السنة، وأنهم لا يثبتون عقيدة ولا عملاً إلا بسنة وبأثر إما من كتاب الله عز وجل، أو من سنة النبي صلى الله عليه وسلم، أو مما أجمع عليه السلف الصالح رضوان الله عليهم.

## آداب الجدل في القرآن
1. إخلاص القصد وحسنه.
2. استظهار مذهب المخالف قبل المجادلة.
3. مراعات من يجادله.
4. المجادلة بالحسنى، لما لها من فوائد كثيرة، أعدها العلماء، ومنها:
  - أنها تقيم الحجة ولا تورث الوحشة.
  - ترك العناد وإطفاء نار العصبية، وقبول الرأي الآخر بسماحة وحب.
  - سكون ولطف المخاطب، واستمالته إلى الحق وقبوله.
  - ترك الجرأة على الهجوم بالخلاف، وترك الإصرار على المخالفة.
5. عدم التهاون مع المخالف (الخصم).
6. الاتفاق على الأسس.
7. اعتدال المزاج.
8. ترك المداخلة والمصادرة والمقاطعة.[6]

## أنواع الجدل في القرآن
1. الجدل المحمود: هو كل جدل أيد الحق، ودعوة الخلق إلى سبيل الله، والذب عن دين الله، وهو منهج الدعاة إلى الله تعالى من الأنبياء وغيرهم، بأن يجادلوا المعاندين وأهل الباطل بالحجة والبرهان، لإثبات الحق والدفاع عنه وقرع حجج المبطلين[4]، قال تعالى ﴿ادْعُ إِلَى سَبِيلِ رَبِّكَ بِالْحِكْمَةِ وَالْمَوْعِظَةِ الْحَسَنَةِ وَجَادِلْهُمْ بِالَّتِي هِيَ أَحْسَنُ إِنَّ رَبَّكَ هُوَ أَعْلَمُ بِمَنْ ضَلَّ عَنْ سَبِيلِهِ وَهُوَ أَعْلَمُ بِالْمُهْتَدِينَ ۝١٢٥﴾.[23]
  - وقوله تعالى: ﴿وَلَا تُجَادِلُوا أَهْلَ الْكِتَابِ إِلَّا بِالَّتِي هِيَ أَحْسَنُ إِلَّا الَّذِينَ ظَلَمُوا مِنْهُمْ﴾[24]، لأن مجادلة الظالمين غير مجدية، وإنما يجدي معهم السلاح والقوة.
  - ودعا القرآن إلى إحضار الدليل أو البرهان فقال تعالى: ﴿قُلْ هَاتُوا بُرْهَانَكُمْ إِنْ كُنْتُمْ صَادِقِينَ﴾[25]، وقوله تعالى: ﴿قَالُوا اتَّخَذَ اللَّهُ وَلَدًا سُبْحَانَهُ هُوَ الْغَنِيُّ لَهُ مَا فِي السَّمَاوَاتِ وَمَا فِي الْأَرْضِ إِنْ عِنْدَكُمْ مِنْ سُلْطَانٍ بِهَذَا أَتَقُولُونَ عَلَى اللَّهِ مَا لَا تَعْلَمُونَ ۝٦٨﴾.[26]
  - وقد جادل الأنبياء أقوامهم كثيراً ولم يملوا من ذلك، وعن حكاية قوم نوح قال تعالى:﴿قَالُوا يَا نُوحُ قَدْ جَادَلْتَنَا فَأَكْثَرْتَ جِدَالَنَا فَأْتِنَا بِمَا تَعِدُنَا إِنْ كُنْتَ مِنَ الصَّادِقِينَ ۝٣٢﴾.[27]
2. الجدل المذموم: هو ما كان بقصد الغلبة والرياء، والجدل للباطل أو بغير علم، أو في مكان غير مناسب، أو لقصد الجدل فقط، كما قال تعالى:﴿وَقَالُوا أَآلِهَتُنَا خَيْرٌ أَمْ هُوَ مَا ضَرَبُوهُ لَكَ إِلَّا جَدَلًا بَلْ هُمْ قَوْمٌ خَصِمُونَ ۝٥٨﴾[28]، فالقصد هنا الجدل للجدل.
  - وقوله تعالى: {مَا يُجَادِلُ فِي آيَاتِ اللَّهِ إِلاَّ الَّذِينَ كَفَرُوا فَلاَ يَغْرُرْكَ تَقَلُّبُهُمْ فِي الْبِلاَد}[29]، الجدل هنا مكابرة، لأنها مجادلة في أمور بديهية.
  - وقوله تعالى: {وَجَادَلُوا بِالْبَاطِلِ لِيُدْحِضُوا بِهِ الْحَقَّ فَأَخَذْتُهُمْ فَكَيْفَ كَانَ عِقَاب}[30]، الجدل هنا غايته نصرة الباطل، ومدافعة الحق عن علم وقصد.
  - وقوله تعالى: {وَمِنَ النَّاسِ مَن يُجَادِلُ فِي اللَّهِ بِغَيْرِ عِلْمٍ وَيَتَّبِعُ كُلَّ شَيْطَانٍ مَّرِيد}[31]، الجدل هنا بغير علم، وهو ما نراه اليوم كثيراً في مجتمعنا، وخصوصاً فيما يتعلق بأمور الدين، فقد أصبح الدين كما يقول الدكتور البوطي أشبه ما يكون بالكلأ المباح، يقتحمه كل الناس بعلمٍ وبغير علم، ودون أن يُراعى فيه أي تخصص، بخلاف العلوم الأخرى، فإن لها أسيجة من الحصانة والحماية.[7]

## أنواع الجدل المذموم
1. الجدال بغير علم.
2. الجدال فيما طوي علمه واستأثر الله عز وجل بعلمه.
3. جدال التدارؤ بالنصوص القرآنية والسنه النبوية.
4. الجدال في متشابه القرآن.
5. جدال الانتصار للمذاهب.
6. جدال الأغلوطات (وهي ما يغالط به من المسائل).
7. جدال اللَّدود (شديد الخصومة)، وسوء الأدب.
8. الجدال بعد ظهور الحق ونصرة الباطل.[6]

## أشكال منطقية للجدل في القرآن
1. القياس الإضماري.
2. قياس التمثيل.
3. قياس الخلف.[3][8]
4. السبر والتقسيم.[2][8][9][10]
5. الاستدلال بالقصص القرآني[1][2][9].

## أساليب بلاغية للجدل في القرآن
يقسّم علماء البلاغة علم المعاني عادة إلى الخبر والإنشاء، إلاّ أنّ البحث عن الأساليب البلاغية في الجدل القرآني سوف ينصبّ على الإنشاء دون الخبر، لأنّ الأساليب الإنشائية أكثر تأثيرًا على الوجدان، هذا من جهة، ومن جهة أخرى كونها أكثر ورودًا في القرآن والأدب العربي نثره وشعره، ومنها:

### أولاً: أسلوب الاستفهام
- وهو طلب حضور أمر في ذهن المتكلم، عن طريق أدوات الاستفهام، كما أن الغالب في أسلوب القرآن أنه يخرج إلى أغراض أخرى وهي:

1. التكذيب: مثل قوله تعالى: {أَفَأَصْفَاكُمْ رَبُّكُم بِالْبَنِينَ وَاتَّخَذَ مِنَ الْمَلآئِكَةِ إِنَاثًا إِنَّكُمْ لَتَقُولُونَ قَوْلاً عَظِيمًا}[32]، وقوله تعالى: {أَيُشْرِكُونَ مَا لاَ يَخْلُقُ شَيْئاً وَهُمْ يُخْلَقُون}.[33]
2. التعجب: مثل قوله تعالى: {قَالَتْ يَاوَيْلَتَى أَأَلِدُ وَأَنَاْ عَجُوزٌ وَهَـذَا بَعْلِي شَيْخًا إِنَّ هَـذَا لَشَيْءٌ عَجِيب}.[34]
3. التقرير: مثل قوله تعالى: {قَالُوا أَأَنتَ فَعَلْتَ هَذَا بِآلِهَتِنَا يَاإِبْرَاهِيم(62)قَالَ بَلْ فَعَلَهُ كَبِيرُهُمْ هَذَا فَاسْأَلُوهُمْ إِن كَانُوا يَنطِقُون}.[35]
4. التحذير: مثل قوله تعالى: {أَلَمْ نُهْلِكِ الأَوَّلِين}.[36]
5. التحقير: مثل قوله تعالى: {وَإِذَا رَأَوْكَ إِن يَتَّخِذُونَكَ إِلاَّ هُزُوًا أَهَذَا الَّذِي بَعَثَ اللَّهُ رَسُولاً}.[37]

### ثانياً: أسلوب الأمر
- يعد أسلوب الأمر من الأساليب الإنشائية التي ورد ذكرها في القرآن كثيراً، ويعد من الخصائص اللغوية في الجدال بين الأنبياء وأقوامهم[38]، وهو ما يطلب حصوله شي على وجه الاستعلاء والإلزام[39]، وله صيغ منها:

1. فعل الأمر: مثل قوله تعالى: {يَاقَوْمِ اعْبُدُواْ اللّهَ مَا لَكُم مِّنْ إِلَـهٍ غَيْرُهُ أَفَلاَ تَتَّقُون}.[40]
2. المضارع المقرون بلام الأمر: مثل قوله تعالى: {فَلْيَعْبُدُوا رَبَّ هَذَا الْبَيْت}.[41]
3. أسم فعل الأمر: مثل قوله تعالى: {يَاأَيُّهَا الَّذِينَ آمَنُواْ عَلَيْكُمْ أَنفُسَكُمْ لاَ يَضُرُّكُم مَّن ضَلَّ إِذَا اهْتَدَيْتُمْ}.[42]
4. المصدر النائب عن فعل الأمر: مثل قوله تعالى: {وَاعْبُدُواْ اللّهَ وَلاَ تُشْرِكُواْ بِهِ شَيْئًا وَبِالْوَالِدَيْنِ إِحْسَانًا}.[43]

### ثالثاً: أسلوب التوكيد
- ويعد التوكيد من الأساليب البلاغية التي استعملها القرآن في مجادلاته مع الخصوم، لأنه وسيلة لتثبيت المعنى في نفوس قارئيه، ومن أساليب التوكيد ما يلي:

1. دخول أدوات التوكيد على الجمل: مثل قوله تعالى:﴿وَاضْرِبْ لَهُمْ مَثَلًا أَصْحَابَ الْقَرْيَةِ إِذْ جَاءَهَا الْمُرْسَلُونَ ۝١٣ إِذْ أَرْسَلْنَا إِلَيْهِمُ اثْنَيْنِ فَكَذَّبُوهُمَا فَعَزَّزْنَا بِثَالِثٍ فَقَالُوا إِنَّا إِلَيْكُمْ مُرْسَلُونَ ۝١٤ قَالُوا مَا أَنْتُمْ إِلَّا بَشَرٌ مِثْلُنَا وَمَا أَنْزَلَ الرَّحْمَنُ مِنْ شَيْءٍ إِنْ أَنْتُمْ إِلَّا تَكْذِبُونَ ۝١٥ قَالُوا رَبُّنَا يَعْلَمُ إِنَّا إِلَيْكُمْ لَمُرْسَلُونَ ۝١٦ وَمَا عَلَيْنَا إِلَّا الْبَلَاغُ الْمُبِينُ ۝١٧﴾.[44]
2. التوكيد بأحرف الزيادة: مثل قوله تعالى: ﴿وَقَالُوا إِنْ هِيَ إِلَّا حَيَاتُنَا الدُّنْيَا وَمَا نَحْنُ بِمَبْعُوثِينَ ۝٢٩﴾.[45]
3. التوكيد بالجملة الإسمية: مثل قوله تعالى: ﴿وَإِذَا لَقُوا الَّذِينَ آمَنُوا قَالُوا آمَنَّا وَإِذَا خَلَوْا إِلَى شَيَاطِينِهِمْ قَالُوا إِنَّا مَعَكُمْ إِنَّمَا نَحْنُ مُسْتَهْزِئُونَ ۝١٤﴾.[46]
4. التوكيد الصناعي: مثل قوله تعالى: ﴿فَسَجَدَ الْمَلَائِكَةُ كُلُّهُمْ أَجْمَعُونَ ۝٣٠﴾.[47]
5. ضمير الشأن: مثل قوله تعالى: ﴿قُلْ هُوَ اللَّهُ أَحَدٌ ۝١﴾.[48]
6. التوكيد بالاعتراض: مثل قوله تعالى: ﴿فَلَا أُقْسِمُ بِمَوَاقِعِ النُّجُومِ ۝٧٥ وَإِنَّهُ لَقَسَمٌ لَوْ تَعْلَمُونَ عَظِيمٌ ۝٧٦ إِنَّهُ لَقُرْآنٌ كَرِيمٌ ۝٧٧﴾}.[49]
7. التوكيد بالقسم: مثل قوله تعالى: ﴿يس ۝١ وَالْقُرْآنِ الْحَكِيمِ ۝٢ إِنَّكَ لَمِنَ الْمُرْسَلِينَ ۝٣﴾.[50]

### رابعاً: أسلوب التكرار
- يعد التكرار من الأساليب البلاغية المشهورة في القرآن، وهو أن يأتي المتكلم بلفظ ثم يعيده بعينه، سواءً أكان اللفظ متفق المعنى أو مختلفاً، أو يأتي بمعنى ثم يعيده، ويعد التكرار من محاسن الفصاحة، لأن من عادة العرب في خطاباتهم إذا أرادوا أن يفصحوا ويوضحوا مبهماً كرروه، ومن أغراض التكرار:

1. التقرير: مثل قوله تعالى: ﴿قُلْ إِنِّي أُمِرْتُ أَنْ أَعْبُدَ اللَّهَ مُخْلِصًا لَهُ الدِّينَ ۝١١ وَأُمِرْتُ لِأَنْ أَكُونَ أَوَّلَ الْمُسْلِمِينَ ۝١٢ قُلْ إِنِّي أَخَافُ إِنْ عَصَيْتُ رَبِّي عَذَابَ يَوْمٍ عَظِيمٍ ۝١٣ قُلِ اللَّهَ أَعْبُدُ مُخْلِصًا لَهُ دِينِي ۝١٤﴾[51]
2. التوكيد: مثل قوله تعالى: ﴿كَلَّا سَوْفَ تَعْلَمُونَ ۝٣ ثُمَّ كَلَّا سَوْفَ تَعْلَمُونَ ۝٤﴾.[52]

### خامساً: أسلوب التمثيل
- وهو من الأساليب البيانية التي استعملها القرآن، لتقريب المعاني المجردة إلى ذهن السامع وتوضيحها، وازاحة ستار الإبهام عنها في رده للخصوم وتفنيد حججهم وأباطيلهم، ﴿مَثَلُ الَّذِينَ اتَّخَذُوا مِنْ دُونِ اللَّهِ أَوْلِيَاءَ كَمَثَلِ الْعَنْكَبُوتِ اتَّخَذَتْ بَيْتًا وَإِنَّ أَوْهَنَ الْبُيُوتِ لَبَيْتُ الْعَنْكَبُوتِ لَوْ كَانُوا يَعْلَمُونَ ۝٤١﴾.[53]

### سادساً: أسلوب التصوير
- يعد التصوير الفني إحدى الطرق التي سلكها القرآن، في جدله مع الخصوم والمعاندين والمكابرين، واستعمال كل الأدوات التي توضح فكرةً، وتقوي دليلاً، وتميط اللثام عن شبهة، مثل قوله تعالى:﴿وَعِنْدَهُ مَفَاتِحُ الْغَيْبِ لَا يَعْلَمُهَا إِلَّا هُوَ وَيَعْلَمُ مَا فِي الْبَرِّ وَالْبَحْرِ وَمَا تَسْقُطُ مِنْ وَرَقَةٍ إِلَّا يَعْلَمُهَا وَلَا حَبَّةٍ فِي ظُلُمَاتِ الْأَرْضِ وَلَا رَطْبٍ وَلَا يَابِسٍ إِلَّا فِي كِتَابٍ مُبِينٍ ۝٥٩﴾.[54]

### سابعاً: أسلوب الاستدراج
- وهو من الأساليب البديعية التي حفل بها القرآن في مخاطبته للمنكرين والمعاندين، لعلهم يثوبون إلى رشدهم ويتعظون بما ينزل عليهم من الآيات، مثل قوله تعالى:﴿وَاذْكُرْ فِي الْكِتَابِ إِبْرَاهِيمَ إِنَّهُ كَانَ صِدِّيقًا نَبِيًّا ۝٤١ إِذْ قَالَ لِأَبِيهِ يَا أَبَتِ لِمَ تَعْبُدُ مَا لَا يَسْمَعُ وَلَا يُبْصِرُ وَلَا يُغْنِي عَنْكَ شَيْئًا ۝٤٢ يَا أَبَتِ إِنِّي قَدْ جَاءَنِي مِنَ الْعِلْمِ مَا لَمْ يَأْتِكَ فَاتَّبِعْنِي أَهْدِكَ صِرَاطًا سَوِيًّا ۝٤٣ يَا أَبَتِ لَا تَعْبُدِ الشَّيْطَانَ إِنَّ الشَّيْطَانَ كَانَ لِلرَّحْمَنِ عَصِيًّا ۝٤٤ يَا أَبَتِ إِنِّي أَخَافُ أَنْ يَمَسَّكَ عَذَابٌ مِنَ الرَّحْمَنِ فَتَكُونَ لِلشَّيْطَانِ وَلِيًّا ۝٤٥ قَالَ أَرَاغِبٌ أَنْتَ عَنْ آلِهَتِي يَا إِبْرَاهِيمُ لَئِنْ لَمْ تَنْتَهِ لَأَرْجُمَنَّكَ وَاهْجُرْنِي مَلِيًّا ۝٤٦﴾.[55]

### ثامناً: أسلوب الدعوة إلى النظر والتأمل
- لقد دعا القرآن الإنسان إلى النظر والتأمل في الكون، والنظر إلى نفسه وذاته، لمعرفة الخالق عز وجل مدبر هذا الكون ومسيره، قال تعال:﴿قُلْ إِنَّمَا أَعِظُكُمْ بِوَاحِدَةٍ أَنْ تَقُومُوا لِلَّهِ مَثْنَى وَفُرَادَى ثُمَّ تَتَفَكَّرُوا مَا بِصَاحِبِكُمْ مِنْ جِنَّةٍ إِنْ هُوَ إِلَّا نَذِيرٌ لَكُمْ بَيْنَ يَدَيْ عَذَابٍ شَدِيدٍ ۝٤٦﴾.[56]

### تاسعاً: أسلوب التذكير بنعم الله
- إن التذكير بنعم الله الجليلة وآلائه العظيمة، وسيلة من وسائل الجدل القرآني، لكي ينتبه الانسان عن غيه، ويكف عن جبروته وعناده، وينهض من غفلته، قال تعالى: ﴿يَا بَنِي إِسْرَائِيلَ اذْكُرُوا نِعْمَتِيَ الَّتِي أَنْعَمْتُ عَلَيْكُمْ وَأَوْفُوا بِعَهْدِي أُوفِ بِعَهْدِكُمْ وَإِيَّايَ فَارْهَبُونِ ۝٤٠ وَآمِنُوا بِمَا أَنْزَلْتُ مُصَدِّقًا لِمَا مَعَكُمْ وَلَا تَكُونُوا أَوَّلَ كَافِرٍ بِهِ وَلَا تَشْتَرُوا بِآيَاتِي ثَمَنًا قَلِيلًا وَإِيَّايَ فَاتَّقُونِ ۝٤١ وَلَا تَلْبِسُوا الْحَقَّ بِالْبَاطِلِ وَتَكْتُمُوا الْحَقَّ وَأَنْتُمْ تَعْلَمُونَ ۝٤٢ وَأَقِيمُوا الصَّلَاةَ وَآتُوا الزَّكَاةَ وَارْكَعُوا مَعَ الرَّاكِعِينَ ۝٤٣﴾ [57].

## الكتب المطبوعة في علم الجدل
1. التقريب لحد المنطق والمدخل إليه بالألفاظ العامية والأمثلة الفقهية، لأبي محمد بن حزم الظاهري، وهو مطبوع ضمن مجموعة رسائل ابن حزم في المجلد الرابع منه، سنة 1403هـ.
2. المنهاج في ترتيب الحجاج، لأبي الوليد الباجي المالكي، وهو مطبوع بتحقيق عبد المجيد تركي سنة 1407هـ، طبعة ثانية.
3. المعونة في الجدل، لأبي إسحاق إبراهيم بن علي الشيرازي الشافعي، وهو مطبوع بتحقيق علي العميريني، ثم طبعه عبد المجيد تركي.
4. المنتخل في الجدل، لأبي حامد الغزالي، وقد طبع أخيراً بتحقيق: الأستاذ علي العميريني.
5. الجدل على طريقة الفقهاء، لأبي الوفاء بن عقيل الحنبلي، وقد نشره محققاً علي العميريني، سنة 1418هـ.‌‌
6. المقترح في المصطلح في الجدل، لأبي منصور محمد بن محمد البروي، وقد طبع أخيراً، بتحقيق: شريفة المويلحي.
7. الإيضاح لقوانين الاصطلاح، يوسف ابن الجوزي، مطبوع بتحقيق: الأستاذ فهد السدحان، سنة 1413هـ.
8. علم الجذل في علم الجدل، نجم الدين سليمان بن عبد القوي الطوفي، مطبوع بتحقيق: المستشرق فولفهارت هاينرشس، ألمانيا سنة 1408هـ.[14]

## وصلات خارجية
- مناهج الجدل في القرآن الكريم
- الجدل في القرآن الكريم فعاليته في بناء العقيدة الإسلامية
- الجدل في القرآن خصائصه ودلالاته جدال بعض الأنبياء مع أقوامهم